# Oliver Schmitt
Pour les articles homonymes, voir Schmitt.
Oliver Jens Schmitt, né le 15 février 1973 à Bâle[réf. nécessaire], est un professeur suisse. Il a enseigné l'histoire de l'Europe du Sud-Est à l'université de Vienne depuis 2005.
Il est membre de l'Académie autrichienne des sciences.

## Polémique
Son livre Skanderbeg : Der neue Alexander auf dem Balkan, une biographie critique de George Castrioti-Skanderbeg, a suscité un débat en Albanie. Le quotidien national suisse Tages-Anzeiger a publié l'interview de Schmitt donnée à Enver Robelli (sq) à Tirana le 25 février 2009, dans laquelle il est souligné que Schmitt affirme que la mère de Skanderbeg, Voisava, était serbe, membre de la famille Branković et que le nom de famille Kastrioti est probablement dérivé du mot grec kastron (fort). Il a été accusé d'avoir commis un sacrilège et d'avoir souillé l'honneur national albanais. Ardian Klosi, qui a traduit son livre de l'allemand vers l'albanais, a été accusé de trahison. Oliver Schmitt, en réponse aux critiques, a déclaré qu'il n'avait jamais prétendu que Skanderbeg était serbe et a en outre déclaré qu'il le considérait comme étant albanais.

## Œuvres
(mars 2025).
- (de) Das venezianische Albanien (1392–1479), Munich, R. Oldenbourg Verlag (de), 2001 (ISBN 3-486-56569-9, présentation en ligne)
- Levantiner. Lebenswelten und Identitäten einer ethnokonfessionellen Gemeinschaft im osmanischen Reich im "langen 19. Jahrhundert", Munich: R. Oldenbourg Verlag, 2005.
- (de) « Kosovo: kurze Geschichte einer zentralbalkanischen Landschaft », Vienna, Böhlau Verlag, 2008 (ISBN 978-3-8252-3156-9).
- « Skanderbeg: Der neue Alexander auf dem Balkan » [archive du 7 juillet 2011], Regensburg, Verlag Friedrich Pustet, 2009 (ISBN 978-3-7917-2229-0, consulté le 13 juin 2011).
- (de) Die Albaner: Eine Geschichte zwischen Orient und Okzident., Munich, C.H. Beck, 2012 (ISBN 9783406630323, OCLC 785811669).
- Căpitan Codreanu: Aufstieg und Fall des rumänischen Faschistenführers, Vienna : Paul Zsolnay Verlag, 2016.
- (de) Der Balkan im 20. Jahrhundert: Eine postimperiale Geschichte, Stuttgart, Kohlhammer Verlag, 2019 (ISBN 978-3-17-031860-1).
- A Concise History of Albania, Cambridge University Press (ISBN 9781009254908)